# Verfügbarkeit von Pkw in der DDR
In der DDR wurden Neuwagen in der Regel mit ungewöhnlich langen Wartezeiten verkauft, und die Preise für Gebrauchtwagen waren in Relation zu den Neupreisen überproportional hoch. Außerdem war die Auswahl an Fahrzeugmodellen sehr gering. Dieser Zustand war das Resultat einer steigenden kaufkräftigen Nachfrage, die die wirtschaftlichen Gegebenheiten der Produktion und des Imports von Pkw bei weitem überstieg. Das Missverhältnis wurde jedoch weder durch einen Marktmechanismus noch durch staatliche Anpassungen ausgeglichen. In der Folge konnten neue Pkw nicht mehr ohne Weiteres gekauft werden, sondern nur noch über Vorbestellung mit teilweise mehr als 10-jähriger Wartezeit. Möglichkeiten, die Wartezeit abzukürzen, standen nur eingeschränkten Personenkreisen offen, die entweder Zugang zu DM-Quellen hatten oder politisch privilegiert waren.
Weil der Kaufkraftüberhang gemäß den politischen Vorgaben nicht durch eine Erhöhung der Verbraucherpreise abgeschöpft werden durfte, entgingen den produzierenden Betrieben notwendige Einnahmen, um die Produktion auszubauen. Hinzu kam, dass der Pkw-Produktion in den Wirtschaftsplänen der DDR eine untergeordnete Rolle zugewiesen wurde und zahlreiche vom Politbüro angestoßene und dann wieder gestoppte Projekte kostspielig zu Buche schlugen. Diese Umstände waren teilweise DDR-spezifisch und traten in dem Ausmaß nicht überall im Realsozialismus auf. In der Folge waren in den 1980er Jahren sogar die Pkw anderer sozialistischer Staaten wie der Tschechoslowakei, der Sowjetunion und Polen leichter verfügbar und auch moderner als in der DDR.
Zwar erhöhte sich der Jahresausstoß produzierter Pkw kontinuierlich, und auch die Zahl der Pkw pro Einwohner stieg stetig an. Doch die immer weiter steigenden Wartezeiten konnten auf diese Weise nicht aufgefangen werden. Ende der 1980er Jahre musste selbst für den Kleinwagen Trabant mit einer Wartezeit von 15 Jahren gerechnet werden.

## Hintergründe

### Ausgangslage nach 1945
Auf dem Gebiet der DDR befanden sich bei deren Gründung im Jahr 1949 nur noch zwei produktionsfähige etablierte Pkw-Produktionsstandorte. Dies waren die ehemaligen BMW-Werke im thüringischen Eisenach sowie die ehemaligen Horch- und Audiwerke der Auto Union AG im sächsischen Zwickau. Letztere wurden bereits 1948 in Volkseigene Betriebe (VEB) umgewandelt und die beiden Pkw-Produzenten 1958 im VEB Sachsenring Automobilwerke Zwickau vereinigt. Der frühere Pkw-Hersteller Brennabor in Brandenburg an der Havel hatte zwar ohnehin seit 1932 keine Pkw mehr produziert, stand aber aufgrund seiner vollständigen Demontage nach dem Zweiten Weltkrieg nicht zur Verfügung. Hinzu kam, dass sich auf dem Gebiet der DDR auch fast keine Produktionsstandorte für Zulieferteile befanden. Mit der 1947 erfolgten vollständigen Demontage der Mitteldeutschen Motorenwerke bei Taucha war auch dieser mögliche Zulieferer ausgefallen. Allein mit Framo stand noch ein kleinerer ehemaliger Fahrzeughersteller zur Verfügung, der auch für die Zulieferung von Motoren in Frage kam. Als Lieferant für Karosserien bestand einzig Gläser-Karosseriebau in Dresden, der nach 1945 verstaatlicht und in den IFA-Verbund integriert wurde. Seine Kapazitäten reichten allerdings in der Anfangszeit ebenfalls nur für eine begrenzte Auslastung beider Fertigungsbetriebe.
Infolge zahlreicher Anfangsschwierigkeiten der ostdeutschen Automobilindustrie nach dem Ende des Zweiten Weltkriegs erreichte die DDR-Pkw-Herstellung erst Mitte der 1960er Jahre an den Standorten Zwickau und Eisenach einen Produktionsausstoß, der den von 1938 an diesen Standorten übertraf. Das lag zu einem großen Teil daran, dass die nach dem Zweiten Weltkrieg noch intakt gebliebenen Produktionsanlagen in einem weitaus größeren Umfang von der Besatzungsmacht demontiert worden waren als in der Bundesrepublik. Bereits unmittelbar nach der Besetzung Mitteldeutschlands durch die Rote Armee wurden zahlreiche Industrieanlagen als Reparationsleistung in die Sowjetunion gebracht. Das betraf auch die traditionsreichen Werke in Zwickau und Eisenach. Nur durch einen Zufall wurde letztlich die vollständige Demontage verhindert: Dem Oberkommandierenden der sowjetischen Besatzungstruppen, Marschall Schukow, wurde 1945 ein verbliebenes Fahrzeug vom Typ BMW 321 in Berlin-Karlshorst übergeben, das ihm so gut gefiel, dass er unverzüglich fünf weitere bestellte. Aus den in Eisenach noch verbliebenen Teilen wurden daraufhin die bestellten Fahrzeuge montiert. Im Ergebnis wurde seitens der Besatzungsmacht die weitere Demontage gestoppt, das BMW-Werk Eisenach in eine sowjetische Aktiengesellschaft Awtowelo umgewandelt und die Produktion im Auftrag der Sowjetunion wieder aufgenommen. Dadurch war überhaupt erst eine Fortsetzung der Fahrzeugproduktion im sowjetisch besetzten Teil Deutschlands nach dem Krieg wieder möglich.
Aus historischen Gründen hatten aber viele traditionelle Zulieferer der ostdeutschen Automobilwerke ihren Standort auf dem Gebiet der Trizone und durften nach der Gründung der Bundesrepublik aufgrund eines damaligen Wirtschaftsembargos (siehe COCOM-Hochtechnologieembargo) seit 1950 nicht mehr liefern. Damit fehlten, insbesondere in Eisenach, die wichtigsten Teile für die Produktion. Teilweise konnte dies zwar unkonventionell durch Schmuggel über die damals noch offene Grenze kompensiert werden, das reichte aber bei Weitem nicht für eine dem Bedarf angepasste Produktionsmenge.
Der Versuch, die Fehlmengen durch Importe auszugleichen, war ebenfalls von der eigenen Wirtschaftskraft abhängig. Importe aus westlichen Ländern erfolgten ab 1958 nur vereinzelt. Die Länder des RGW – Rat für gegenseitige Wirtschaftshilfe – lieferten nur Fahrzeuge im Austausch mit entsprechenden Wirtschaftsgütern. In diesem Zusammenhang sind auch die Verpflichtungen zu Reparationsleistungen der DDR an die Sowjetunion zu berücksichtigen – deutsche Reparationen nach dem Zweiten Weltkrieg sowie die Einbindung der DDR in den RGW-Raum. Diese sah ein möglichst gleichmäßiges Wachstum des gesamten Wirtschaftsraumes vor, auch einkommensschwacher Regionen wie Bulgarien, Rumänien, Vietnam und die südlichen Sowjetrepubliken. Ein derartiges Verteilungsprinzip gab es im nichtsozialistischen Wirtschaftsgebiet nicht, das sich stark polarisiert über Industrie-, Schwellen- und Entwicklungsländer erstreckte. Im Unterschied zur Bundesrepublik stand die DDR somit in der Verantwortung eines Geber-Staates, weil die Lebensverhältnisse in der DDR immer noch besser waren als im Durchschnitt des sozialistischen Wirtschaftsgebiets.
Weitere Schwierigkeiten im Vergleich zur damaligen Bundesrepublik ergaben sich aus den geringen Eisenerz- und Steinkohlevorkommen in der DDR, das Ausbleiben von Wirtschaftshilfen (Marshallplan) sowie die Zentralverwaltungswirtschaft. Viele Fachkräfte und Ingenieure siedelten bis zum Mauerbau 1961 in die Bundesrepublik über. Vor allem in der Anfangszeit handelte es sich dabei oft um Nazis und faschistische Rüstungsproduzenten, die sich in Westdeutschland oder anderen westlichen Ländern ein straffreies Leben erhofften und zumeist auch erreichten. So flohen beispielsweise der gesamte Vorstand der Auto Union AG sowie die Direktoren von BMW in Eisenach noch 1945 in die westlichen Besatzungszonen Deutschlands.

### Massenmotorisierung
In der Vorkriegszeit hatten sich Pkw zwar bereits recht weit verbreitet, anders als in den USA konnte in Europa von einer Massenmotorisierung jedoch noch keine Rede sein. Unmittelbar nach 1945 war die Wirtschaft noch von Kriegszerstörung und Reparationsleistungen geprägt. An eine Konsumwirtschaft war kaum zu denken, selbst Fahrräder wurden erst ab Ende der 1940er Jahre wieder offen zum Kauf angeboten. Die Motorradproduktion wurde 1950 wieder aufgenommen, ab 1955 folgten auch Mopeds und Motorroller. Ähnlich wie in der Bundesrepublik ergab sich jedoch auch in der DDR der Wunsch nach einem erschwinglichen, familientauglichen Pkw. Während sich dieser Wunsch in Westdeutschland mit dem VW Käfer und einigen anderen Typen für immer mehr Menschen erfüllte, blieben Pkw in der DDR zunächst noch äußerst rar.
Dass es überhaupt zu einer breiten Individualmotorisierung auch in der DDR kam, lag nicht zuletzt an der Abkehr von der Überbetonung der Schwerindustrie infolge des Todes von Stalin sowie am Erfolg des Aufstandes vom 17. Juni 1953. Aus Sorge vor weiteren Unruhen berücksichtigte man auch die individuellen Konsumbedürfnisse der Bevölkerung. Das wurde unter anderem durch einen Ministerratsbeschluss vom Januar 1954 deutlich. Dieser kündigte den Weg zur Massenmotorisierung in der DDR an, die dann zögerlich und in eingeschränktem Rahmen auch eintrat. Die DDR-Fachzeitschrift KFT schätzte 1964 ein, dass die Individualmotorisierung in der DDR im Vergleich zur Bundesrepublik um etwa sechs Jahre zurückliege.
Im Automobilwerk Eisenach wurden anfangs noch repräsentative BMW-Pkw hergestellt, die wegen eines Rechtsstreits 1952 in EMW umbenannt werden mussten. Der ab 1953 ebenfalls in Eisenach produzierte IFA F 9 erhielt 1955 als Wartburg 311 eine neue Karosserie. 1965 gab es mit dem Wartburg 312 ein neues Fahrwerk und 1966 mit dem Wartburg 353 noch einmal eine neue Karosserie. Der Zweitaktmotor wurde erst ab 1988 im Wartburg 1.3 durch einen Viertaktmotor von VW ersetzt.
Der Wartburg war für die Massenmotorisierung jedoch zu teuer. Das galt auch für den AWZ P 70, der im Automobilwerk Zwickau als Weiterentwicklung des IFA F 8 gebaut wurde. Der im Ministerratsbeschluss von 1954 gefasste Weg in die Pkw-Massenmotorisierung sollte durch den Trabant P 50 Wirklichkeit werden. Dieser Wagen war für die damalige Zeit ein moderner Kleinwagen und erfüllte das Ziel, mit geringstmöglichem Aufwand einen soliden, familientauglichen Pkw zu verkörpern. Die Serienproduktion lief jedoch erst 1958 in Zwickau an, und die Stückzahlen waren anfangs noch relativ gering. Um die bis dahin unzureichenden Produktionskapazitäten in Zwickau zu vergrößern, wurden die beiden ehemaligen Auto-Union-Werke – das Automobilwerk „Audi“ Zwickau und die Horch Kraftfahrzeug- und Motorenwerke Zwickau – zusammengeführt und als VEB Sachsenring Kraftfahrzeug- und Motorenwerk Zwickau weitergeführt. Der Trabant wurde zwar stets weiterentwickelt, grundsätzliche Änderungen gab es jedoch erst, als 1990 der Trabant 1.1 mit VW-Motor eingeführt wurde.
Flankiert wurde die Massenmotorisierung von zunehmenden Pkw-Importen vorwiegend aus dem sozialistischen Ausland, sodass eine gewisse Auswahl an Pkw-Typen bestand, die jedoch nicht vergleichbar mit dem Angebot in damaligen westlichen Ländern war.

#### Statistik
Die Zahl der zugelassenen Kraftfahrzeuge in der DDR betrug im Herbst 1988 7,5 Millionen, davon waren 3,7 Millionen Pkw, von denen sich etwa 95 % in Privatbesitz befanden. Die Einwohnerzahl der DDR betrug im Jahr 1989 etwa 16,6 Millionen. Trotz des Neuwagen-Mangels erhöhte sich der Pkw-Bestand in der DDR, bei nahezu Null beginnend, kontinuierlich: 1955 besaß dort nur jeder 500. Haushalt einen Pkw. Entfielen 1960 ca. 3,2 Pkw auf 100 Haushalte, waren es 1970 rund 15,6, 1980 bereits 38,1 und 1988 immerhin 55. Betrieblich oder staatlich genutzte Pkw wie die von der Deutschen Post (vorrangig Trabant 601) oder von NVA und Volkspolizei, sind hier nicht berücksichtigt. Ein Vergleich mit der Statistik der alten Bundesrepublik ist schwierig, da deren statistische Jahrbücher lediglich Statistiken für einige ausgewählte Haushaltstypen enthalten. Laut einem Spiegel-Artikel vom Juni 1990 entsprachen die obengenannten 3,7 Millionen Pkw in der DDR einem Ausstattungsgrad von 225 Autos pro 1000 Einwohner, für die Bundesrepublik wurden laut den damals aktuellsten Statistiken 468 Pkw pro 1000 Einwohner genannt.
Pkw wurden in der DDR vergleichsweise wenig gefahren, 1989 waren es durchschnittlich 9300 Kilometer pro Pkw und Jahr (Dienstwagen und Taxis mit eingerechnet). Hier spielten neben der recht guten Abdeckung durch öffentliche Verkehrsmittel, zumindest in den Großstädten, die im Vergleich zum Einkommen relativ hohen Benzinpreise eine Rolle: Ein Liter Zweitaktgemisch 1:50 mit einer Oktanzahl (ROZ) von 88 kostete konstant 1,53 Mark, ein Liter Benzin (ROZ 94) für Viertakter 1,50 Mark, ein Liter Super in Westdeutschland 1972 hingegen 0,70 DM und 1989 1,14 DM. Diesel-Pkw waren in der DDR praktisch bedeutungslos. Weiterhin sorgten die relativ kleine Fläche der DDR und eingeschränkte Reisemöglichkeiten ins Ausland für – im Vergleich zur Bundesrepublik – geringere Jahresfahrleistungen. Bei widrigen Wetterbedingungen (gesalzte Straßen) wurde das eigene Auto auch stehengelassen um es zu schonen, und stattdessen der Nahverkehr für den Weg zur Arbeitsstelle genutzt.
Motorräder und Kleinkrafträder waren in der DDR stark verbreitet und dienten häufig als Ersatz für Pkw – Simson und MZ zählten zu den größten Herstellern von Zweirädern Europas. Der Bedarf an Motorrädern der 125/150er und 250er Hubraumklasse konnte annähernd gedeckt werden, sodass es zeitweise auch Ratenzahlung als kauferleichternde Maßnahme gab, beispielsweise im Herbst und Winter 1973. Teilweise kam es in diesem Sektor sogar zur Überproduktion, beispielsweise beim IWL Troll, dem Simson SL1 und dem Simson S 70. 1975 gab es in der DDR 80,9 Krafträder pro 1000 Einwohner, das heißt, die Ausstattung der dortigen Bevölkerung mit Motorrädern und -rollern übertraf die in der Bundesrepublik (vier Krafträder pro 1000 Einwohner) um gut das 20-fache, während der Ausstattungsgrad der Bundesrepublik mit Pkw den der DDR zur gleichen Zeit um das 2,6-fache übertraf. Dem Mangel an Kleintransportern wurde vielfach durch Verwendung von Pkw-Anhängern begegnet. Ein weit verbreitetes Transportmittel war auch das Beiwagen-Motorrad.

## Einfluss der Preispolitik auf die Wartezeiten
Dass die Wartezeiten auf Neuwagen immer weiter ausuferten, obwohl sich der Pkw-Bestand in der DDR stetig erhöhte, hängt erheblich mit der Preis- und Lohnpolitik der DDR zusammen. Das Verhältnis von Angebot und kaufkräftiger Nachfrage wurde bei der zentralen Festlegung der Warenpreise und Löhne nicht ausreichend berücksichtigt. Entsprach ein Trabant 1960 noch 10,8 Monatsgehältern, waren es 1980 nur noch 5,7 (gemessen am durchschnittlichen Haushaltseinkommen). Hinzu kamen solide Renditen auf Spareinlagen. Dadurch wurde Wohlstand in einem scheinbaren Ausmaß suggeriert, das aufgrund begrenzter Produktion und Importe nicht real war. Es trat wie bei vielen anderen Konsumgütern der DDR auch, eine nicht zu bewältigende Nachfrage ein (Kaufkraftüberhang). Insbesondere Erich Honecker sprach sich wiederholt gegen ein Einfrieren des Lohnniveaus oder die Anhebung der Verbraucherpreise aus. Als er 1979 auf Drängen anderer SED-Funktionäre dann doch umfassende Anhebungen der Verbraucherpreise mitzutragen schien, war seine Duldung nur von kurzer Dauer. Das Experiment wurde abgebrochen, wobei Honecker politisch Unterstützung von Erich Mielke erhielt – denn die Stasi rechnete bei steigenden Preisen mit Unruhen in der Bevölkerung. Schließlich war das Versprechen stabiler Verbraucherpreise einer der wenigen Vertrauensanker, den die SED für ihre Politik in der Bevölkerung hatte.
Das Problem steigender Wartezeiten im Zusammenhang mit Preis- und Lohnpolitik wurde auch von Fachkreisen der damaligen Kraftfahrzeugindustrie benannt:

„Bei konstanten Preisen und einer zu erwartenden Steigerung des Durchschnittseinkommens je Jahr von rd. 3 % ergibt sich bis 1970 bereits eine sehr hohe Zahl neuer potentieller Bedarfsträger für zweispurige individuelle Kraftfahrzeuge. Die Nachfrage nach fabrikneuen PKW wird neben der Entwicklung des dargelegten Neubedarfs (Zuwachsbedarf) weiterhin erhöht durch die Zahl der bereits vorliegenden, gegenwärtig aber nicht zu erfüllenden Bestellungen. […] Insgesamt kann gesagt werden, daß – von der Entwicklung der Struktur der Haushaltsnettoeinkommen und Spareinlagen her gesehen – ein kaufkräftiger potentieller Bedarf bis 1970 vorhanden sein wird, der die vorausschaubaren Möglichkeiten der Produktion bzw. der Bereitstellung (also unter Einbeziehung der Produktion, Export und Import) bei weitem übersteigt.“

Als Lösung des Problems wurde in der genannten Quelle vorgeschlagen, die Förderung der öffentlichen Verkehrsmittel, Taxis und Vermietungen so weit zu verstärken, dass der Bedarf nach individueller Motorisierung nicht in dem Maße anstieg, wie es in der Bundesrepublik der Fall war. Tatsächlich bot sich in der DDR später ein vergleichsweise preiswertes und dicht ausgebautes Angebot des ÖPNV; den steigenden Bedarf nach Pkw konnte dies jedoch nur teilweise kompensieren. Da Kreditaufnahme, Ratenzahlung und eine verlässliche Planung der Wartezeit nicht möglich waren, bestellten trotz des Kaufkraftüberhangs viele DDR-Bürger vorsichtshalber nur einen Trabant anstatt eines teureren Fahrzeugmodells wie Wartburg oder Lada.
In den 1980er Jahren wurde zunehmend versucht, die Ideologie der Preisstabilität zu umschiffen. Beispielsweise sank der Anteil der Basisausführung des Trabant immer weiter auf etwa 5 % ab. Bessere Ausstattungsvarianten erhielten dagegen einige technische Verbesserungen, die jeweils mit erheblichen Preisaufschläge berechnet wurden. Als endgültiger Bruch mit der Preisstabilität ist im Pkw-Bau die Einführung des Wartburg 1.3 im Jahr 1988 zu sehen, der bei nur wenig verändertem Gebrauchswert über 60 % teurer war als der bisherige Wartburg – was bezeichnenderweise aber nichts an der großen Nachfrage änderte.

## Erwerb

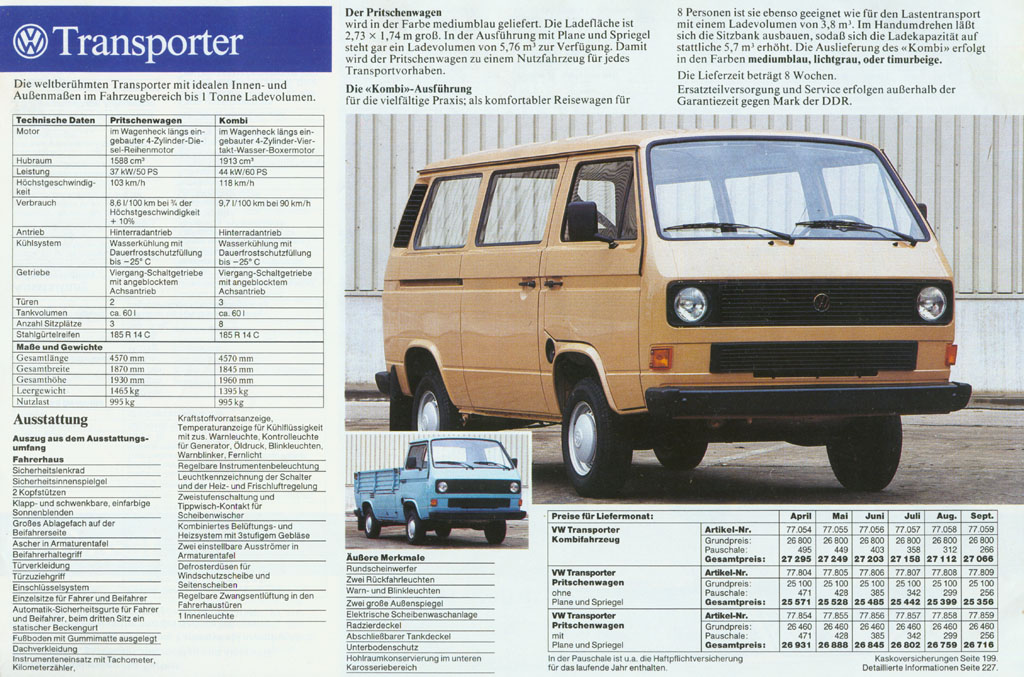
Seite aus dem Genex-Katalog

### Neuwagenerwerb
Der Neuwagenerwerb erfolgte oft über den regulären Weg der Anmeldung einer Bestellung beim VEB IFA-Vertrieb. Dabei musste der Anmelder volljährig sein und oft mehrjährige Wartezeiten bis zum Zustandekommen eines Kaufvertrags in Kauf nehmen. 1966 betrug die Lieferzeit im Durchschnitt sechs Jahre. Im Verlauf der 1970er und 1980er Jahre wuchsen diese Wartezeiten auf mindestens zwölf Jahre an. Insbesondere bei Import-Pkw und Kombi-Modellen betrug die Wartezeit zuletzt vereinzelt bis zu 18 Jahre. 1987 wurde in einer internen Lageeinschätzung des DDR-Innenministeriums zum spekulativen Handel mit Gebrauchtfahrzeugen festgestellt, dass die Wartezeiten auf eine Trabant-Limousine unterschiedlich waren, z. B. in den Bezirken Halle, Leipzig, Erfurt, Cottbus, Magdeburg und Neubrandenburg etwa 12 1⁄2 Jahre betrugen, wogegen Besteller aus dem Bezirk Frankfurt/Oder rund 14 Jahre warten mussten. Von dem damaligen Generaldirektor des VEB IFA-Vertrieb, Dieter Voigt, wurde in der DDR-Zeitschrift Der deutsche Straßenverkehr 1988 eingeräumt, dass von aktuell 488.000 offenen Bestellungen nur 146.000 mit einem neuen Fahrzeug erfüllt werden konnten.
Bei der Bestellung war zunächst nur die Angabe des Fahrzeugtyps und der Karosserie (Limousine oder Kombi) möglich. Nach Ablauf der Wartezeit wurden 2–3 Monate vor der geplanten Auslieferung im Rahmen eines Vorvertrages die Details der Ausstattung und der daraus resultierende Verkaufspreis vereinbart. Dabei konnten entsprechend dem Sortiment auch die Farbe der Lackierung und der Materialien bzw. Farben der Innenausstattung festgehalten werden. Einige Monate später wurde ein konkretes Fahrzeug zum Kauf angeboten. Häufig entsprach es jedoch nicht exakt dem vereinbarten Preis und der vereinbarten Ausstattung oder hatte eine andere Farbe. In diesem Fall konnte das Fahrzeug abgewiesen werden, ohne dass die Bestellung verfiel. Allerdings musste erneut eine monatelange Wartezeit in Kauf genommen werden, bis ein anderes, gegebenenfalls der Wunschausstattung entsprechendes Fahrzeug angeboten wurde. Viele Kaufinteressenten stellten hierbei kaum Ansprüche, um den Erhalt eines Pkw nicht noch weiter zu verzögern. Es gab aber auch Käufer, die von der Möglichkeit einer Eingabe Gebrauch machten, um ihren vertraglichen Anspruch auf die vereinbarten Ausstattungsdetails geltend zu machen. Auf diese Weise war es auch möglich, sich Schadenersatz – etwa Fahrtkosten zum Autohaus – erstatten zu lassen, wenn der gelieferte Wagen nicht den Vereinbarungen entsprach, etwa die Farbe der Sitze und Türverkleidungen betreffend.
Der zweite Weg war die Bestellung über betriebliche Wege, was eine teilweise deutlich verkürzte Wartezeit zur Folge hatte. Ohne Wartezeit konnten Neuwagen gegen Valuta über Genex erworben werden. Dies war allerdings nur im Rahmen einer Schenkung von Bürgern der Bundesrepublik an Verwandte und Bekannte in der DDR möglich, oder eingeschränkt für die wenigen Bürger, die über ein „Genex-Konto“ verfügten (z. B. Arbeiter an der Druschba-Trasse). Dennoch wurde von dieser legalen Abkürzung der Wartezeit reger Gebrauch gemacht: So verteilte sich die Wartburg-Produktion von 54.050 Fahrzeugen im Jahr 1975 wie folgt: 34.250 in den Export, 8.941 konventionell gegen Ostmark für den Binnenmarkt, 7.300 gegen Westmark (Genex) für den Binnenmarkt, 556 für Investträger, 3.003 für staatliche Organe. Weiterhin bestand auch ein Schwarzmarkt, auf dem Neuwagen zu einem Mehrfachen des offiziellen Neupreises gehandelt wurden.

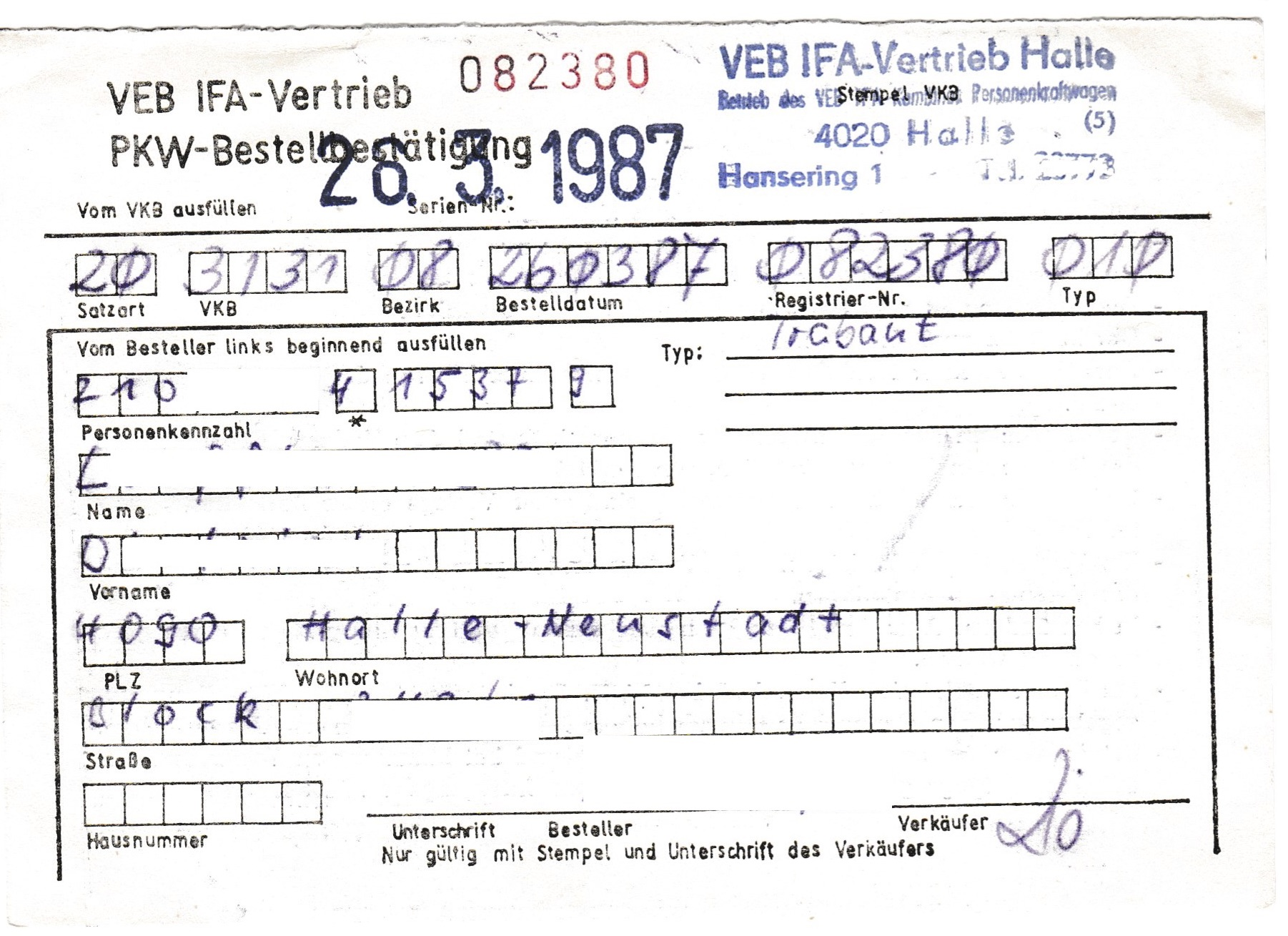
Bestellschein für einen Pkw-Erwerb in der DDR

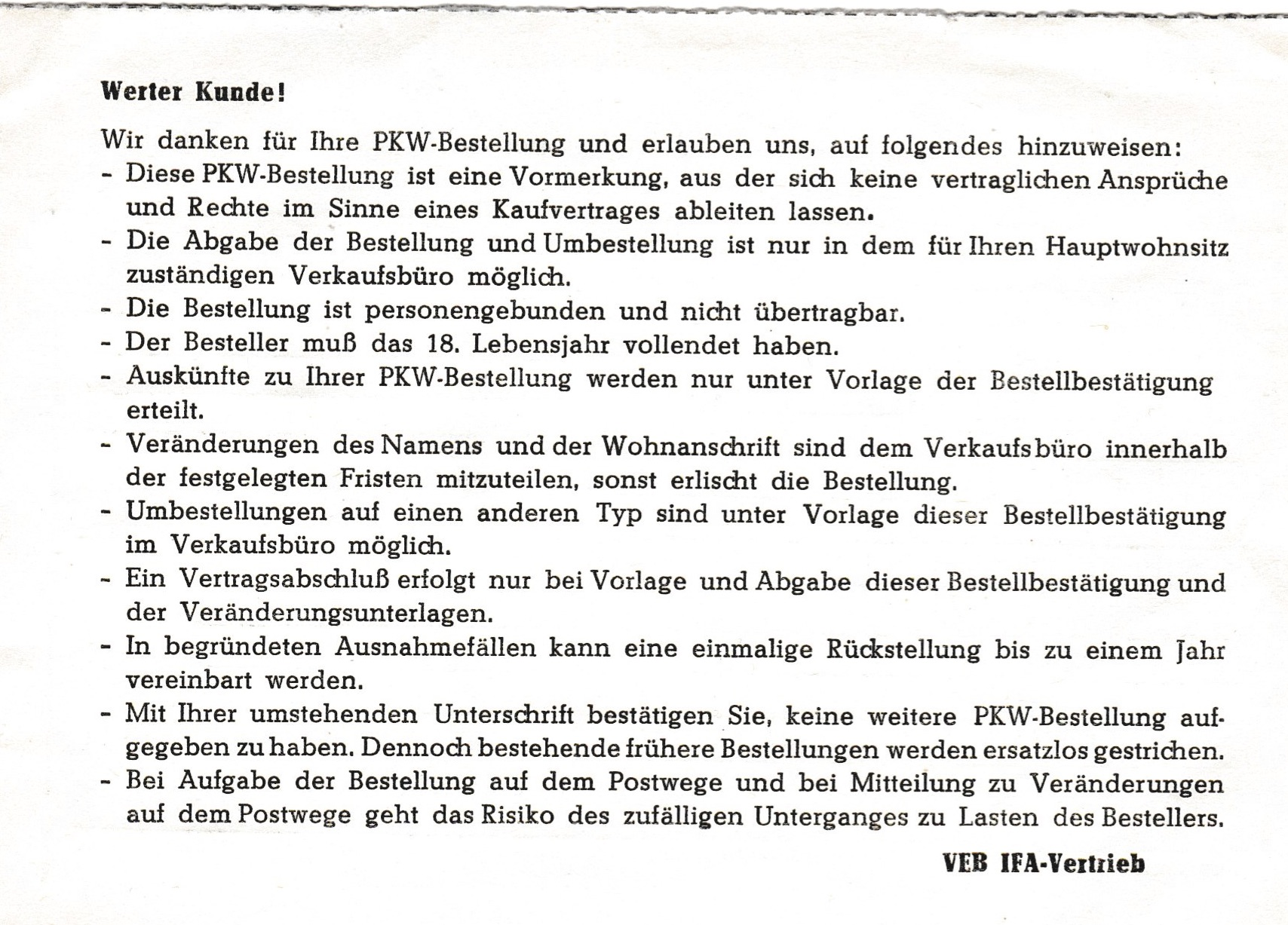
Bestellschein für einen Pkw-Erwerb in der DDR, Rückseite

Eine erweiterte und vereinfachte Möglichkeit zum Erwerb eines neuen Pkw stand einer begrenzten Personengruppe zur Verfügung. Dazu gehörten vor allem Funktionäre der SED, VVN-Rentner und Mitarbeiter staatlicher Organe, aber auch Mitarbeiter der IFA, Mitarbeiter der SAG Wismut, Seeleute der Handelsflotte, bekannte Künstler, herausragende Wissenschaftler und andere prominente Persönlichkeiten der DDR. Für diese wurde eine bestimmte Warenmenge von Konsumgütern aus DDR-Produktion, aber auch westlicher Herkunft, bereitgehalten und vorzugsweise und ohne die zumeist erheblichen Wartezeiten verkauft. Hierzu gehörten auch begehrte Pkw, vor allem jene Modelle, die vom üblicherweise verfügbaren abwichen. Teile dieses Sonderkontingents bestanden aber auch aus z. B. Fahrzeugen mit Transportschäden, deren Erwerb man beantragen konnte. Auch unter den staatlichen Betrieben gab es sogenannte Sonderbedarfsträger, die privilegiert mit Fahrzeugen versorgt wurden, darunter in erster Linie die Nationale Volksarmee. Schließlich wurde stets dem Export von Fahrzeugen große Priorität eingeräumt, auch dann, wenn der Mangel im Inland bereits akut war. All diese Abzweigungen führten dazu, dass die Anzahl der regulär per Warteliste zugeteilten Fahrzeuge recht gering war, was das Aufstauen extrem langer Wartezeiten beschleunigte.
Weitere Sonderregelungen bestanden für sozial geförderte Familien mit 3 und mehr Kindern. Behinderte und deren nächste Angehörige konnten unter bestimmten, sehr engen Bedingungen einen PKW quasi auf Krankenschein bevorzugt erwerben.
Ausnahmeregelungen gab es außerdem in Versicherungsfällen, hier allerdings nur, wenn es zum Totalverlust des Fahrzeuges (z. B. durch Brand) gekommen war und eine Neuwagen-Bestellung vorlag.
Verschiedene Betriebe und Institutionen erhielten zu bestimmten Anlässen (z. B. 1. Mai, Tag des Bergmanns, Tag des Chemiearbeiters) ein kleines Kontingent an PKW-Kaufverträgen, die sie nach eigenem Ermessen als Prämie an verdiente Mitarbeiter vergeben konnten. Allerdings war es in diesen Fällen so, dass der Prämierte nur den Kaufvertrag erhielt, den Kaufpreis musste er selbst entrichten.
Etwa 500 Pkw wurden jährlich über die staatliche Lotteriegesellschaft verlost.
Die Regulation des Neuwagenverkaufs über lange Wartelisten anstatt marktgerechter Preise bewirkte eine enorme Unflexibilität und Anfälligkeit für willkürliche Privilegierung. Um dieses Problem abzukürzen, wurde neben den oben genannten Alternativen häufig so verfahren, dass viele Jugendliche unmittelbar nach ihrem 18. Geburtstag ein Fahrzeug bestellten und so häufig jede erwachsene Person in einer Familie mit einer laufenden Bestellung „versorgt“ war. Da pro Person nur eine Bestellung zulässig war, konnten diese Wartezeiten allenfalls durch geschickte Staffelung mehrerer Bestellungen, etwa von Ehepartnern oder Verwandten ohne Kaufabsichten, umgangen werden. Dies jedoch führte zu einem noch weiteren Anstieg der regulären Wartezeiten, noch über die tatsächlich vorhandene Nachfrage bzw. Kaufkraft hinaus. Die Wartezeit musste dazu genutzt werden, den Kaufpreis anzusparen. Bis zum Frühjahr 1990 war es nicht möglich, einen Neuwagenkauf beim VEB IFA-Vertrieb mit einem Kredit zu finanzieren.
Pkw-Bestellungen waren auch begehrtes Handels- und Tauschgut – der Preis richtete sich dabei nach dem bestellten Pkw-Typ und der Laufzeit der Bestellung. Es sind auch zahlreiche Fälle bekannt geworden, bei denen sich über die Erbschaft an einer Pkw-Bestellung ganze Familien zerstritten haben.
Neuwagen wurden in den 1950er Jahren beim Fachverkauf in Ost-Berlin übergeben. Durch den o. g. IFA-Vertrieb mit seinen Filialen erfolgte dann auch der Verkauf und die Auslieferung der Pkw. Nur bei Übernahme eines Genex-Pkw aus DDR-Produktion konnte dies auch in Zwickau bzw. Eisenach geschehen. Eine Garantie gab es auch in der DDR, für den Trabant 601 betrug ab 1976 die Garantiezeit 6 Monate ohne Kilometerbegrenzung und bis zu 12 Monate bei einer Laufleistung bis 10 000 km.
Auf Motorräder und Kleinkrafträder gab es mit wenigen Ausnahmen keine langen Wartezeiten, was mit dem relativ großen Produktionsausstoß im Zweiradsektor und einer (national und international) weitgehenden Marktsättigung zusammenhing.
Entgegengesetzt verhielt es sich bei Kleintransportern. Der Großteil der ohnehin geringen Produktion wurde an staatliche Organe verkauft, selbst gebrauchte Kleintransporter waren privat nur schwer zu bekommen. Die durchaus zahlreichen privaten Kleinunternehmer in der DDR hatten oft große Schwierigkeiten, an geeignete Fahrzeuge für ihren Betrieb zu kommen – von sonstigen privaten Transportfragen ganz zu schweigen. Typisch für das Straßenbild der DDR waren infolgedessen Pkw mit Lastenanhängern und Motorräder mit Seitenwagen, mit denen der Mangel an Kleintransportern notdürftig kompensiert wurde.
Lange Wartezeiten bestanden auch auf Wohnwagen, von denen QEK Junior und Bastei die verbreitetsten waren. Um das Problem abzumildern, wurden Ausleihen für diese Typen eingerichtet.
Gelände-Pkw waren ausschließlich den bewaffneten Organen, staatlichen Institutionen und besonderen Betrieben (z. B. Bergbau, Forst- und Landwirtschaft) vorbehalten. Erst ab 1986 wurde der Typ Lada Niva in geringer Stückzahl auch an Privatpersonen verkauft.

### Gebrauchtwagen
Gebrauchtwagen konnten – nach relativ langen Anmeldezeiten – über die DHZ (Deutsche Handelszentrale), VEB Maschinen- und Materialreserve erworben werden. Hier wurden vor allem ehemalige Dienst- und Behördenfahrzeuge zum offiziell geringen Zeitwert an Privat-Personen weiterverkauft.
Privater Gebrauchtwagenhandel war ausschließlich nicht-kommerziell gestattet, also ohne gewerbliche Absichten. Wollte man seinen eigenen Pkw verkaufen, so war dieser zuvor bis zur Aufhebung der Schätzpflicht 1977 der Kraftfahrzeugtechnischen Anstalt (ab 1979: Kraftfahrzeugtechnisches Amt) vorzuführen. Nach der Wertermittlung wurde die Schätzurkunde ausgestellt. Sie war dem Käufer zu übergeben. Flog ein Pkw-Kauf mit erfolgtem Wiederverkauf zu einem höheren Preis auf, wurde dies zuweilen von Staatsanwälten mit polemisch aufgeladenen Tiraden über Müßiggänger und Nichtstuer, die auf Kosten der Gesellschaft ein Schmarotzerleben führen würden, öffentlich ausgeschlachtet. Auch Käufer, die wissentlich einen Kaufpreis oberhalb des in der Schätzurkunde angegebenen zahlten, machten sich strafbar.
Ab dem 1. Juli 1977 wurden Verkäufer von dieser Schätzpflicht befreit, wenn die Autos „von einem anderen Bürger, vom VEB IFA-Vertrieb oder einem VEB Maschinen- und Materialreserven erworben wurden“. Dazu wurden Tabellen zur Wertbestimmung ausgegeben, die sich nach Fahrzeugtyp und Zustand richteten. In der Regel lagen die tatsächlich gezahlten Preise wegen der hohen Wartezeiten auf Neuwagen aber deutlich höher. So wurde für einen sieben Jahre alten Trabant etwa genauso viel gezahlt wie für einen neuen. Ein neuwertiger Trabant ohne Wartezeit konnte das Dreifache des offiziellen Neupreises erzielen. Allgemein lag der Preis für Gebrauchtwagen etwa beim Doppelten des Neupreises abzüglich eines Abschlages von 1000 Mark pro Nutzungsjahr. In Zeitungsanzeigen wurde offiziell ein unter dem Neupreis liegender Gebrauchtpreis angegeben, da es ansonsten Probleme bei deren Veröffentlichung gegeben hätte. Ebenso wurde der Kaufvertrag in der Regel auf eine gegenüber dem Neupreis niedrigere Kaufsumme ausgestellt, da der Vertrag bei der polizeilichen Ummeldung des Fahrzeuges vorzulegen war.
Für „Westautos“, die auf unterschiedlichen Wegen – vor allem über den staatlich gelenkten Geschenkdienst Genex – in die DDR kamen, galt die Befreiung von der Schätzpflicht ausdrücklich nicht. Die entsprechende gesetzliche Auflage lautete: „An allen nach dem 1. Januar 1970 über Genex erworbenen sowie an allen seit 1959 gegen Valutamittel eingeführten Personenkraftwagen (einschließlich Umzugs- oder Erbschaftsgut) besitzen die VEB Maschinen- und Materialreserven Vorkaufsrecht. Die Anbietungspflicht gegenüber den VEB MMR ist lediglich für jene Fahrzeuge erloschen, die vor dem 1. Januar 1970 über Genex erworben wurden.“ Mit diesem Vorkaufsrecht des Staates sollte unterbunden werden, dass von Verwandten in der Bundesrepublik beschenkte Erstbesitzer solcher begehrten Pkw, die nicht zum Standardangebot des VEB IFA-Vertriebs gehörten, bei einem Weiterverkauf an Privatpersonen profitierten.
Noch im Januar 1989 wurden Anstrengungen seitens der Staatsführung unternommen, eine breitere Auswahl an Pkw wenigstens auf dem Gebrauchtwagenmarkt zu ermöglichen. So wurde der DDR-Unterhändler für besondere Angelegenheiten, Rechtsanwalt Wolfgang Vogel, beauftragt, mit dem Düsseldorfer Gebrauchtwagenhändler Auto Becker über die Lieferung von etwa 30.000 Gebrauchtwagen zu verhandeln. Becker streute daraufhin sogar das Gerücht, ihm sei der Wunsch der DDR-Regierung nach 100.000 Gebrauchten aus der Bundesrepublik zugetragen worden. Gescheitert ist dieses Projekt letztlich an den Preisvorstellungen seitens der westdeutschen Gebrauchtwagenhändler und den knappen Devisenreserven der DDR. Auch dies war ein Versuch, dem wachsenden Unmut der DDR-Bevölkerung hinsichtlich der Versorgungslage mit Pkw zu begegnen.
Ein ganz anderes Thema waren Pkw, die im Rahmen von Verkehrsvergehen, Zoll- und Devisenvergehen oder sonstigen Vergehen beschlagnahmt wurden. Diese wurden entweder über die DHZ an Private weiterverkauft oder sie kamen vor allem beim MfS als Dienstfahrzeuge zum Einsatz – hier mitunter sogar getarnt mit westdeutschen Kennzeichen.

### Ersatzteilversorgung und Reparaturen
Möglich wurde die mit der Bundesrepublik vergleichbare Zunahme der Versorgung mit Pkw in der DDR trotz unzureichender Neuwagenproduktion, weil die Pkw in der DDR nach Erreichen der Verschleißgrenze nicht verschrottet, sondern einer Generalreparatur (im DDR-Sprachgebrauch: ‚Neuaufbau‘) unterzogen oder komplett neu aufgebaut wurden. Dies zog einen extrem hohen Ersatzteilbedarf nach sich: Obwohl die Ersatzteilproduktion exorbitante 30 % der Gesamtproduktion ausmachte, herrschte chronischer Ersatzteilemangel. 80 % aller Ersatzteile wurden für die Grundinstandsetzung alter Gebrauchtwagen benötigt. Zur Kostensenkung und zur Erhöhung des Angebots wurden in hohem Maße auch Altteile aufbereitet und gehandelt. Regenerierte Baugruppen und Teile betrafen Motoren, Getriebe, Vergaser, Bremsenteile, Lichtmaschinen, Stoßdämpfer u. v. m. Der Reifenmangel wurde durch Runderneuerungen trotzdem nicht beseitigt.
Aber auch die Werkstattkapazität reichte bei weitem nicht aus, nicht zuletzt, weil sich Werkstätten oft mit zeitintensiven Neuaufbauten alter Gebrauchtwagen beschäftigten. So mancher Kfz-Schlosser verdiente sich abends bei „Garageneinsätzen“ noch etwas dazu. Die Ausrüstung der Werkstätten mit Mess- und Prüfgeräten war zumindest in den 1960er Jahren unzureichend. Do it yourself ohne professionelle Hilfe war für Wartungen und Reparaturen vor allem an der sehr übersichtlichen Technik des Trabants üblich. Wie auch in Westdeutschland gab es entsprechende Anleitungen für Selbstreparaturen im Buchhandel, beispielsweise die Serie des Transpress-Verlages Ich fahre einen Trabant über die Typen Wartburg, Škoda bis hin zu Lada und Dacia und die Reihe Wie helfe ich mir selbst zu den jeweiligen Fahrzeugtypen.

„Bei nüchterner Analyse der derzeitigen Situation im Reparatursektor läßt sich ganz eindeutig feststellen, daß mit der zunehmenden Motorisierung […] die laufende Aufstockung der Werkstattkapazitäten nicht Schritt halten konnte. Mehr denn je werden sich also bis auf weiteres die Fahrzeugbesitzer mit ihrem Wagen selbst beschäftigen müssen, um dessen Wert zu erhalten.“

Erhöhte Neuwagenproduktion hätte wiederum die Ersatzteillage weiter verschärft. Dieses Problem wurde unter anderem im Rahmen der Leipziger Herbstmesse 1971 offen diskutiert und als „Teufelskreis“ benannt, wobei als Gegenmaßnahme unter anderem ein Verbot des Neuaufbaus erheblich beschädigter Unfallwagen erwirkt wurde. Auch auf einer Tagung der Kammer der Technik kam es 1972 zu einer brisanten Problemdiskussion. Als problematisch wurde unter anderem herausgestellt, dass Dienstwagen in betriebseigenen Werkstätten häufig ohne Rücksicht auf Materialbedarf, Preise und Zeitbedarf repariert würden. Obendrein wurden in diesen Werkstätten bessere Gehälter gezahlt, was zu einem Personalmangel in jenen Werkstätten führte, die für in Privateigentum befindliche Fahrzeuge zur Verfügung standen. Zudem wurde betont, wie unwirtschaftlich die Grundinstandsetzung eines alten Gebrauchtwagens in Werkstätten sei, wofür etwa 360 Stunden menschlicher Arbeit erforderlich seien, während die Produktion eines Neuwagens rund 160 Stunden menschlicher Arbeit erfordere. Dazu kam noch, dass grundinstandgesetzte Fahrzeuge in der Folge nur 60–75 % der Laufleistung erreichten wie Neuwagen. Als Schlussfolgerung daraus sollten Richtlinien erarbeitet werden, die die Grundinstandsetzung von Fahrzeugen eindämmen.
Tatsächlich änderte sich an der Situation bis zum Ende der DDR jedoch nur wenig. So kam es, dass der Trabant (bei dem man nach technologischen Analysen etwa alle sieben Jahre die wichtigen Bauteile erneuern muss, was dreimal möglich ist), eine mittlere Lebensdauer von 27,8 Jahren im Vergleich zu Pkw in Westdeutschland mit zwölf Jahren (ermittelt 1985) hatte. Von den in den Jahren 1955–1966 produzierten Wartburg 311/312 wurden beispielsweise knapp 180.000 Stück im Inland verkauft. Davon waren 1985 noch 127.000 Fahrzeuge zugelassen. Bei den Generalreparaturen wurden die Fahrzeuge häufig auch teilweise modernisiert, was infolge der Typenkonstanz recht gut möglich war. Dadurch waren ältere DDR-Pkw häufig ein Sammelsurium von Bauteilen unterschiedlicher Baujahre und Entwicklungsstufen.
Zu den Kuriositäten zählte der Umstand, dass Scheibenwischergummis ausschließlich mit komplettem Scheibenwischerblatt erhältlich waren. Möglicherweise sollte damit einem vorzeitigen Auswechseln der Gummis vorgebeugt werden. Auch für stark verbreitete Fahrzeugtypen wie den WAS-2101 (Lizenznachbau des Fiat 124) fehlte es oft an Ersatzteilen. In einer Langstreckenbeurteilung, die insgesamt sehr positiv ausfiel, konnten selbst bei den wenigen aufgetretenen Defekten die benötigten Teile teilweise kaum (Bremsbeläge) oder auch gar nicht (Zählwerk des Tachometers) beschafft werden, und das, obwohl es sich um einen Test der in Berlin ansässigen Fachpresse handelte.

## Pkw-Modelle und Preise (1970er und 1980er Jahre)

### Pkw aus DDR-Produktion
Der Ideologie der Preisstabilität folgend, kostete das wichtigste Fahrzeugmodell, der Trabant, in der Basisausführung 1962 wie 1986 kaum verändert 7.850 bzw. 8.500 Mark. Für bessere Ausstattungsvarianten war erheblich mehr zu bezahlen, das Spitzenmodell stellte der Universal S de Luxe dar, der 1989 15.000 Mark kostete. 1976 betrug der Anteil des Trabants an den in der DDR zugelassenen Pkw 47 %.
Mit Neupreisen von 17.000 bis 21.000 Mark kam der Wartburg als Alternative zum Trabant eher für Personen mit höherem Einkommen in Frage. 1976 machte er 19 %, 1989 noch 18 % des Pkw-Bestands der DDR aus und war damit das zweithäufigste Pkw-Modell. Die kostenintensive Einführung der in VW-Lizenz gebauten Viertaktmotoren Ende der 1980er Jahre schlug sich in einem stark gestiegenen Neuwagenpreis nieder. So kostete der billigste Wartburg mit Viertaktmotor 30.200 Mark, statt bisher 16.950 Mark für den Wartburg mit Zweitakter. Die kaufkräftige Nachfrage blieb trotz des massiven Preisanstiegs unverändert hoch und zog sogar noch weiter an – und das, obwohl Leasing, Ratenzahlung oder Kredite nicht möglich waren. Darin spiegelt sich deutlich erkennbar der eklatante Kaufkraftüberhang in der DDR wider.

### Importwagen aus dem RGW-Gebiet
Weniger veraltet waren die verfügbaren Importwagen. Die beliebten Škoda und Lada (AwtoWAS) machten jeweils knapp zehn Prozent des Pkw-Bestands aus. Die Lada-Fahrzeuge zählten zu den modernsten erhältlichen Fahrzeugen, und die Škoda wurden als relativ preiswerte Viertaktmotor-Alternative zu Trabant und Wartburg, wie auch für ihre Kraftstoffsparsamkeit geschätzt. Saporoshez und Moskwitsch waren weniger beliebt und infolgedessen in den 1970er Jahren sogar ohne oder mit kurzer Wartezeit erhältlich. Der Saporoshez wies trotz des Viertaktmotors im Vergleich zum Trabant eine Anzahl erheblicher Nachteile auf (schlechte Verarbeitungsqualität, Unzuverlässigkeit, unzureichender Kofferraum). Der Moskwitsch hingegen lag preislich gleichauf mit den wesentlich moderneren Ladas, sodass Kaufinteressenten meist einen Lada bevorzugten. Ende der 1970er Jahre wurde der Import von Moskwitsch und Saporoshez gänzlich beendet. Hauptgrund war, dass die Sowjetunion 1978 ihre Preise für Erdöl, Ergas und verschiedene andere Rohstoffe angehoben hatte. Die DDR importierte daher ab 1979 aus der Sowjetunion erheblich weniger fertige Konsumgüter wie Pkw, um die für die Wirtschaft dringend benötigten Rohstoffe bezahlen zu können. Der Import der Ladas wurde zwar fortgesetzt, jedoch in geringerem Umfang als bisher.
Auch andere Importwagen betreffend wurde das reguläre Angebot in den 1980er Jahren immer dünner: Ab etwa 1982 kam der Import der Škodas, der bis dahin den Fahrzeugmangel in der DDR in erheblichem Maße linderte, fast vollständig zum Erliegen. Auch hier war die Ursache in sich abkühlenden wirtschaftlichen Beziehungen in dem Fall zur ČSSR zu suchen, siehe Škoda_742. Ähnlich sah es bezogen auf die Pkw aus der VR Polen aus: Der Import des Polski Fiat 125p wurde um 1980 beendet. Im Laufe der 1980er Jahre versiegte dann auch noch der Import der rumänischen Dacia 1300 und der jugoslawischen Zastava 1100. Dieser Rückgang der Pkw-Importe hatte zufolge, dass sich die Wartezeiten auf Wartburg und Trabant in den 1980er Jahren noch weiter verschlimmerten, auch die ständig steigenden Jahresstückzahlen konnten dies nicht kompensieren.
Das einzige dauerhaft und regulär erhältliche Fahrzeug der oberen Mittelklasse war der Wolga, der häufig betrieblich oder als Taxi, aber auch privat gekauft wurde (Neupreis 1972: 28.000 Mark). 
Ab Ende 1988 wurden einige wenige Exemplare des vergleichsweise modernen Lada Samara importiert. Zu einem Import des ebenfalls zeitgemäßen Typs Škoda Favorit kam es hingegen nicht mehr. Ebenso wenig gab es in der DDR SAS-1102 Tawria und Moskwitsch-2141, lediglich für 1990 waren Importe vorgesehen bzw. sollen Fahrzeuge in geringer Stückzahl ins Land gekommen sein. 
Einige Pkw-Typen des Ostblocks wie der polnische Kleinwagen Syrena, der in Polen produzierte Fiat 126 und der Polonez, der in Rumänien gefertigte Kleinwagen Oltcit (Lizenzmodell des Citroën Axel), der Zastava Yugo und der Wolga 3102 wurden offiziell gar nicht in die DDR importiert.

### Importwagen aus dem Westen
Einzelne Typen westlicher Produktion wurden in begrenztem Umfang gegen Ostmark an Privat verkauft. Den Anfang machte ab Januar 1978 eine Lieferung von 10.000 VW Golf I, wovon ein Großteil über den IFA-Betrieb in Ost-Berlin verkauft werden sollte. Der Neupreis lag anfangs zwischen 30.000 Mark für den Zweitürer und 35.000 Mark für den viertürigen Diesel. Diese Preise waren allerdings zu hoch angesetzt. Es fanden sich kaum Käufer und in der Bevölkerung brodelte es, weil der Eindruck entstand, dass mit den Golfs eine zahlungskräftige Elite beliefert würde, und nicht etwa die Arbeiter. Als Reaktion darauf wurde bereits einen Monat später der Preis stark nach unten korrigiert, auf nun 19.000 bis 25.500 Mark. In der Folge fanden die Fahrzeuge reißenden Absatz und wurden nun auch als Spekulationsobjekt gehandelt. Die SED-Spitze untersagte den Zeitungs-Redaktionen die weitere Veröffentlichung von Golf-Kleinanzeigen, um der Spekulation entgegenzuwirken. Wer eines der Fahrzeuge ergatterte, soll es einer Quelle zufolge sogar gebraucht für bis zu 100.000 Ostmark weiterverkauft haben können. Sichere Belege dafür sind jedoch schwierig, da überzogene Kaufpreise in der DDR in aller Regel nicht schriftlich fixiert wurden.
In der Zeit zwischen 1978 und 1981 waren weitere westliche Pkw-Typen gegen Ostmark zeitweise erhältlich: Mazda 323, Citroën GSA und Volvo 244. Während der Mazda mit 10.000 Stück und der Citroën GSA mit 5.500 Stück in relevanten Stückzahlen eingeführt wurden, blieben die erhältlichen Serien des Volvo 244 auf etwa 1000 Stück stark begrenzt. Auch vom Peugeot 305 GLS seien in diesem Zeitraum 550 Fahrzeuge importiert worden. Diese wurden zwar teilweise gegen Ostmark zum Preis von 38.500 Mark an Privat verkauft, jedoch nur an ausgewählte Bürger. Ein weiteres Kontingent von 500 Stück des Peugeot 305 GR wurde 1985 eingeführt und zum Preis von nunmehr 44.500 Mark handverlesen an bestimmte Privatleute wie Künstler, Chefärzte und Professoren veräußert.
Weiterhin  war in den Intershops eine begrenzte Auswahl westlicher Mittelklasse-Pkw per Katalog bestellbar (u. a. Fiat Uno, Ford Orion, VW Golf, Volvo 760). Zu beziehen gab es die Importware aber auch über den Genex-Katalog (Westausgabe). Besonders beliebt war hier der VW Golf, von dem auf diese Weise rund 12.000 Exemplare in die DDR kamen. Über die Ostausgabe des Genex-Katalogs konnten nur Produkte aus sozialistischer Eigenproduktion (z. B. ein Wartburg) bezogen werden, jedoch ohne die sonst üblichen langen Wartezeiten. Vor allem seitens der wenigen, ab der letzten Verstaatlichungswelle 1972 verbliebenen privaten Kleinbetriebe (mit maximal zehn Mitarbeitern) nachgefragt waren die angebotenen Kleintransporter und Pritschenwagen, wie der VW „Bulli“ oder der „volkseigene“ Barkas B 1000. Der Erwerb war jeweils nur mit staatlicher Sondergenehmigung möglich. Die Bezahlung erfolgte stets in Valuta, konnte aber auch vom „nicht-sozialistischen Ausland“ her getätigt werden.
Weil DDR-Bürgern der Besitz von Westgeld bis 1974 verboten war, war der Kauf von Valuta-Waren nur mit Hilfe von „Westverwandtschaft“ (sofern vorhanden) möglich, die die Bezahlung übernahm. Als 1978 die ersten West-Pkw in den Verkauf kamen, konnten auch nicht derart privilegierte DDR-Bürger auf ein „Westauto“ aus dem Intershop sparen. Dazu waren aber nur jene Personen in der Lage, denen beispielsweise ein Teil ihres Arbeitsentgelts für Tätigkeiten im (östlichen wie westlichen) Ausland in Valuta ausgezahlt wurde. Wer zu „blauen Fliesen“ keinen Zugang hatte, dem blieb nur der Zweite-Hand-Kauf, der nicht bloß bei West-Pkw meist deutlich teurer war als der Neukauf (weil u. a hier die langen Wartezeiten entfielen).
Weiterhin wurden mitunter „Westautos“ in Eigeninitiative die DDR eingeführt oder kamen durch Eingereiste in Verkehr. Neben BMW, Opel und anderen Marken gab es dadurch in der DDR auch eine nicht unerhebliche Anzahl Mercedes-Benz. Mercedes fuhren unter anderem Manfred von Ardenne, der DDR-Sportfunktionär und ehemalige Rennfahrer Manfred von Brauchitsch, Stardirigent Kurt Masur sowie der DDR-Anwalt Wolfgang Vogel. Der oberste Gerichtsmediziner der DDR, Otto Prokop, hatte als in der DDR lebender Österreicher im Laufe der Zeit mehrere Porsche. Der Handwerker, ehemalige Rennfahrer und Konstrukteur Hartmut Thaßler aus Leipzig hatte auf verschlungenen Wegen einen Porsche 911 Turbo in die DDR bekommen.. Sogar zwei Mercedes-Benz 300 SL mit DDR-Kennzeichen sind belegt.
Es gab auch eine Art Grauimport in die DDR: In der DDR lebende Ausländer aus westlichen Ländern, insbesondere Montagearbeiter und Studenten aus dem arabischen Raum oder Lateinamerika, wurden als Strohmänner zwischengeschaltet und führten einen West-Pkw als ihr vermeintliches Eigentum in die DDR ein, um diesen dann an einen Interessenten aus der DDR weiter zu verkaufen. Diese Variante lag allerdings am Rande der Legalität und hatte sowohl für den Käufer des Pkw, wie auch für den Strohmann als Zoll- und Devisenvergehen weitreichende Konsequenzen, wenn sie aufflog.
Eine weitere Ausnahme bildeten die beiden großen Kirchen, deren führende Bedienstete (Bischöfe, Kirchenräte) seit Ende der 1970er Jahre mit finanzieller Unterstützung des Vatikans und der westdeutschen Landeskirchen zunehmend mit Dienst-Pkw westlicher Herkunft ausgestattet waren. Während sich Würdenträger der evangelischen Kirche mit Volkswagen und Volvo begnügten, waren Funktionsträger der katholischen Kirche bevorzugt mit Mercedes-Benz unterwegs.
Auch das DDR-Fernsehen erhielt regelmäßig ein kleines Kontingent an West-Pkw als Requisiten, um im westlichen Ausland handelnde Filme authentisch gestalten zu können.
Pkw zu Freizeitzwecken (Sportwagen, Cabriolets, Coupes, Campingmodelle) zählten ab den 1970er Jahren, von wenigen Ausnahmen (Škoda 110 R) abgesehen, nicht (mehr) zum Angebot. Eine zivile Freizeit-Variante des Trabant Kübel war nur im Export erhältlich.
Gelände-PKW waren wegen ihrer militärischen Nutzbarkeit privat gar nicht erhältlich, sondern Betrieben und staatlichen Institutionen (z. B. NVA, Polizei, Bergbau, Land- und Forstwirtschaft) vorbehalten. Eine Ausnahme bildete hier lediglich ab 1986 der Lada Niwa.

### Funktionärslimousinen
Funktionären vorbehalten waren Pkw wie Sachsenring P 240, Tatra 603 und 613, sowie verschiedene sowjetische Luxuslimousinen, unter denen das Modell GAZ-13 Tschaika eine der verbreitetsten war. Diese Fahrzeuge konnten nachfolgend als Gebrauchtwagen privat erworben werden, spielten aber aufgrund ihrer geringen Stückzahl auf dem Fahrzeugmarkt eine geringe Rolle. Zudem galten die V8-Motoren wegen des enormen Kraftstoffverbrauchs angesichts der vergleichsweise hohen Benzinpreise in der DDR als nicht alltagstauglich.
Für besonderen Unmut in der Bevölkerung sorgten die später importierten Volvo-Stretchlimousinen der Staatsführung, die zwischen Wandlitz und dem Berliner Zentrum verkehrten, was der Waldsiedlung den Spitznamen „Volvograd“ einbrachte. Die Volvos besaßen zwar sparsamere Motoren als die bisher genutzten V8-Wagen. Doch der Kontrast zu Trabant und Wartburg wurde immer gravierender. Während diese heimischen Autos fürs Volk immer stärker veralteten und dennoch nur schwer erhältlich waren, versorgte sich das Politbüro offensichtlich mit einem umfangreichen Fuhrpark der jeweils aktuellen Volvo-Modelle, häufig gar in speziell angefertigten Stretchausführungen. Zunächst wurden ab 1971/74 normale Ausführungen der Typen 144/164 importiert. Ab 1977 folgten Volvo 264 „Top Executive“ (TE) und ab 1982 Volvo 760 mit drei verschiedenen Radständen. Auch weitere Volvo-Typen wurden in diesem Rahmen importiert, unter anderem Langversionen des Volvo 245/265-Kombis „Transfer“. Diese wurden ebenso wie die Stretchlimousinen von Nielssen in Laholm spezialangefertigt. Bis 1980 wurden die Stretchlimousinen noch bei Bertone hergestellt, die jedoch Qualitätsprobleme aufwiesen. Allein bis 1987 wurden 284 Volvos für die Staatsführung in die DDR eingeführt, wobei die „regulär“ erhältlichen Volvo 244 DLS nicht mit eingerechnet sind. Hinzu kommen über Genex und per Einzelimport eingeführte Volvos, wofür keine Zahlen vorliegen.
Erich Honecker indes bevorzugte für repräsentative Zwecke – nachdem die Tschaikas ausgemustert wurden – stets den Citroën CX 2400 Prestige. So wurden für den Fuhrpark Honecker etwa 35 dieser Fahrzeuge eingesetzt, darunter zehn in gepanzerter Ausführung. Der Höhepunkt stellte schließlich 1989 die Bestellung von drei Stretchlimousinen des CX dar (etwas derartiges besaß nicht einmal der französische Präsident), die zwar noch gebaut wurden, aber nicht (mehr) zum Einsatz kamen. Darüber hinaus verfügte Honecker unter anderem über speziell hergerichtete Jagdwagen auf Basis von Range Rover und des G-Modells von Mercedes. Ferner beinhaltete der Fuhrpark Honecker auch Peugeot 604 in Normal- und Sonderschutzausführung.
Die enormen Summen an Westgeld, die für die westlichen Repräsentationswagen aufgewendet werden mussten, flossen vorwiegend über Schalck-Golodkowski und dessen intransparente Firmengeflechte im Rahmen der KoKo. Allein die zehn gepanzerten CX schlugen mit 3,5 Millionen DM zu Buche. Sie wurden nach der politischen Wende vom BKA weitergenutzt.
Die Liste ist keineswegs abschließend, diverse weitere West-Autos wurden für die öffentliche Hand eingeführt, darunter der Citroën BX, von dem im Laufe der 1980er Jahre mehrere Hundert Stück importiert wurden.
In den Prozessen gegen Erich Honecker und Mitglieder des Politbüros wurde diesen neben luxuriösen Freizeitobjekten insbesondere der Besitz maßgeschneiderter westlicher Geländewagen für Freizeitzwecke als Veruntreuung von Volksvermögen zur Last gelegt.

## Versuche, die Versorgungssituation zu verbessern

### Zu geringe Stückzahlen
Noch bis Mitte der 1960er Jahre wurde relativ offen über Probleme im Automobilbau und über die unbefriedigende Versorgungslage speziell im Pkw-Sektor diskutiert. So zeichnete Ullrich Wagner, Mitarbeiter der Staatlichen Plankommission der DDR zum Jahresauftakt 1965 in der KFT ein einigermaßen verheerendes Bild zur Lage im Pkw-Sektor, der Ersatzteilversorgung und Qualität der Zuliefererbetriebe in der DDR. Er stellte fest, dass es auch im Rahmen des Perspektivplanes bis 1970 nicht gelingen werde, eine bedarfsgerechte Produktion von Pkw zu erreichen, weil eine entscheidende Steigerung der Seriengrößen nicht vorgenommen werden könne. Zur Linderung des Problems seien im Plan verstärkte Importe der Typen Wolga, Moskwitsch, Škoda und Zastava vorgesehen. Aussichtsreicher wurde die Lage im Lkw-Bau skizziert, wo die Produktion des IFA W50 in großen Stückzahlen in einer neu errichteten Fabrik vorgesehen (und auch realisiert) wurde; ebenso sei im Zweiradsektor eine bedarfsgerechte Produktion zu erwarten. Gründe, weshalb ausgerechnet beim Pkw-Bau keine bedarfsgerechte Produktion möglich sei, wurden nicht genannt. Peter Kirchberg schreibt, dass Günter Mittag das Ziel der Massenmotorisierung persönlich ablehnte, selbst noch in den 1970er Jahren. Vom zur Massenmotorisierung gedachten Trabant wurden 1957–1964 lediglich 250.000 Fahrzeuge produziert. Die geringen Stückzahlen hatten zur Folge, dass sich die Kosten der Produktionsanlagen kaum amortisierten, was wiederum den Spielraum für Investitionen beschränkte. In späteren Jahren äußerte sich die Fachpresse deutlich opportunistischer und verwies darauf, dass der Trabant 601 gar nicht von vorrangiger Bedeutung sei und die Volkswirtschaft der DDR eben andere Prioritäten als den Pkw-Bau habe.

### Innovationsversuche
Ende der 1950er Jahre fanden in der DDR ermutigende Versuche mit einer elektronischen Benzineinspritzung für Zweitaktmotoren statt. Das Projekt scheiterte an der DDR-Elektro-Industrie, die nicht in der Lage war, die erforderlichen Bauteile in ausreichender Menge und Qualität zu produzieren, ohne dabei internationale Patente zu verletzen. Die elektronischen Bauteile für die Versuchsanlage waren seinerzeit über Umwege aus westlichen Ländern beschafft worden.
Der konzeptionell ausgereizte Zweitaktmotor sollte perspektivisch durch einen neuartigen Wankelmotor abgelöst werden. Man erhoffte sich, Erfahrungen mit Zweitaktern in die Entwicklung des Wankelmotors einfließen lassen zu können (Schlitzsteuerung, schwingende Gassäulen). IFA erwarb von den NSU Motorenwerken die Lizenz zum Bau von Wankelmotoren, die von 1967 bis 1969 bei Sachsenring und AWE getestet wurden. Dabei mussten die Techniker ernüchtert feststellen, dass NSU mit den gleichen Problemen zu kämpfen hatte wie die Entwickler in der DDR, nämlich mit einer wirksamen und dauerhaft haltbaren Abdichtung der Brennräume. Dieses Projekt war zudem mit Investitionen in Maschinen und Fertigungsanlagen verbunden, die von Seiten der SED-Wirtschaftsführung genehmigt werden mussten. Diese versagte letztlich ihre Zustimmung, da die durchaus leistungsfähige Werkzeugmaschinenindustrie der DDR durch Exportverpflichtungen, zum großen Teil auch aus Reparationsverpflichtungen gegenüber der UdSSR und anderen RGW-Staaten, voll ausgelastet war. Die Embargopolitik der westlichen Industriestaaten zwang die DDR-Wirtschaft auch zum Aufbau einer eigenen Grundstoff- und Zulieferindustrie, der gegenüber allem anderen Priorität hatte. Letztlich gelang es der DDR jedoch ebenso wenig wie NSU, die technologischen Probleme des Wankelmotors zufriedenstellend zu lösen.
Die Konstrukteure in Zwickau und die DDR-Regierung waren sich zunächst einig, dass der 1964 in Serie gegangene Trabant 601 etwa sieben Jahre auf dem Markt absetzbar sei, dann aber, wie international üblich, ein Nachfolgemodell nötig sei. Der parallel zum Wankelmotor-Projekt in Zwickau entwickelte P 603 sollte 1967 produktionsreif werden. Dies wurde am 30. Dezember 1966 durch das Politbüro bestätigt, wobei die Kosten für die Serienproduktion auf rund 7,7 Milliarden Mark der DDR veranschlagt waren, aber im November 1968 auf politischen Druck des Politbüro der SED, insbesondere vom Parteiwirtschaftssekretär Günter Mittag, gestoppt; alle Prototypen wurden vernichtet. Zu dieser Zeit hatten die Entwickler bereits ein für damalige Verhältnisse sehr fortschrittliches Fahrzeug konstruiert, das äußerlich den später entwickelten und sehr erfolgreichen Typen VW Golf I, VW Polo I oder auch dem Renault 5 ähnelte. Noch heute anhaltende, aber nie glaubhaft belegte und auch wenig plausible Gerüchte besagen, dass die Entwicklung des VW Golf letztlich auf diese Entwicklungen zurückginge. Entsprechende Unterlagen seien heimlich nach Westdeutschland verkauft worden und hätten später den damals angeschlagenen VW-Konzern gerettet.
Spätestens Anfang der 1960er Jahre wurde offensichtlich, dass westliche Autohersteller denen des RGW zunehmend vorauseilten. Schon damals gab es erheblichen Unmut darüber, was sogar zu recht offen geäußerter Kritik an den wirtschaftlichen Zuständen im Automobilsektor der DDR führte.

„Die Automobilentwicklung im Sozialismus wird gehemmt, solang wir an der Konzeption von gestern herumbasteln. Wir brauchen den Personenwagen von heute; ein RGW-gerechtes Automobil. Billig, aber keinen neuen Trabant, vollwertig, aber keinen neuen Wartburg. Wir brauchen es bald.“

### Endgültiges Scheitern: Das RGW-Auto und Trabant 610
Jahre später hatte sich die SED-Führung schließlich zu einer verstärkten Zusammenarbeit innerhalb des RGW entschlossen, aus dem das spätere Projekt RGW-Auto entstand, das gleichzeitig den Trabant 601, Wartburg 353 und den Škoda 100 ablösen sollte. Die eigentlich bereits auf den Weg gebrachten Planungen wurden 1973 durch eine Intrige Günter Mittags gegen den Ministerrat der DDR ohne Ergebnis eingestellt. Mittag hatte zuvor schon den Trabant 603 plötzlich gestoppt. Die erhoffte Mangelbeseitigung im Pkw-Sektor schlug durch das Ende des RGW-Autos endgültig fehl.
Durch das Scheitern dieses wichtigen, über sechs Jahre hinweg mit Priorität verfolgten Projekts versäumte es die DDR, ihre eigene Pkw-Produktion zu modernisieren und der sich durch stetig steigenden Bedarf verstärkenden Lieferproblematik wirksam zu begegnen, sodass sich trotz aller Importe von Pkw der Rückstau der Bestellungen stetig erhöhte und sich extreme Wartezeiten von mehr als zehn Jahren aufbauten.
Doch als sei dies noch nicht problematisch genug, wurde in der Folge das in Zwickau nach dem Stopp des RGW-Autos ab 1973 verfolgte Projekt für einen neuen Trabant (P 610) mit der am 15. November 1979 durch den Ministerrat erfolgten Bestätigung des Politbürobeschlusses vom 6. November 1979 beendet, sodass nicht einmal die Modernisierung der laufenden Fahrzeugtypen möglich war. Die bis dahin angefallenen 35 Millionen Mark Entwicklungskosten fehlten der Fahrzeugwirtschaft schließlich bei der notwendigen Erneuerung ihrer Produktionsanlagen, die zu diesem Zeitpunkt bereits keine Produktionssteigerungen mehr zuließen, was den Mangel an neuen Pkw weiter verschärfte. Auch den bei AWE wiederholt serienreif entwickelten Viertaktmotoren wurde die Serieneinführung politisch stets verwehrt.
Als Folge des Scheiterns des Projektes RGW-Auto nahmen insbesondere die Tschechoslowakei, Polen und Ungarn die Zweitakt-Pkw aus der DDR nur noch in geringen Stückzahlen ab.

### Linderung des Mangels durch Importe
In der UdSSR setzte man indes auf eigene Lösungen, schloss einen Lizenzvertrag mit Fiat ab und errichtete einen großen Produktionsstandort projektiert für einen Jahresausstoß von 700.000 Fahrzeugen, sodass ab 1970 die Lada-Pkw rationell und in hohen Stückzahlen produziert werden konnten. Der dortige Plan ging auf: Schon im Dezember 1973 waren die Kosten des riesigen Werkes amortisiert. Die damals als Shiguli bezeichneten Pkw wurden dann auch in die DDR importiert, was den Mangel an Pkw zeitweise etwas abmilderte.
Der 1971 an die Staatsspitze gelangte Erich Honecker versuchte allgemein die Versorgungssituation für die Bevölkerung zu verbessern. Allerdings verband sich damit keine Aussicht auf Schaffung großer Produktionskapazitäten, sondern im Gegenteil beabsichtigte Honecker, durch Absenkung des Investitionsniveaus die konsumtiven Ausgaben zu steigern und auf diese Weise zu mehr Wohlstand zu gelangen. Dies äußerte sich auch im Automobilsektor: Die auf dem VIII. Parteitag der SED formulierten Hauptaufgaben mündeten in einer Erweiterung des Importprogramms und entsprechend erhöhter Anzahl der Vertragswerkstätten für diese Typen. Die Fachpresse betonte jedoch, dass auch diese Bemühungen nicht ausreichen werden, um das Problem der enormen Wartefristen durchgreifend zu lösen. In diesem Zusammenhang aufgenommene Importe betrafen den Dacia 1300 aus Rumänien (ab 1973), den Polski Fiat 125p auch mit dem größeren 1500er Motor (ab 1973), mehrere Lada-Modelle aus der Sowjetunion (ab 1972), Zastava 1100 aus Jugoslawien (ab 1976) und VW Golf aus der Bundesrepublik Deutschland (1978). Die DDR importierte auch Moskwitsch-412 in großer Zahl; Mitte der 1970er Jahre war dieser dadurch sogar ohne jegliche Wartezeit erhältlich. Insbesondere beim Dacia 1300 gab es bei den ersten Lieferungen allerdings erhebliche Qualitätsprobleme, die den IFA-Vertrieb zwangen, mangelhafte Fahrzeuge zurückzunehmen. Am 31. Mai 1981 wurde im Rahmen eines Staatsbesuch der DDR-Partei- und Staatsführung mit Japan ein weitreichendes Handelsabkommen geschlossen, das auch die Lieferung von 10.000 Mazda 323 einschloss.
Im Laufe der 1980er Jahre gingen die Importaktivitäten wieder zurück. Hintergrund waren in die Schieflage geratene Handelsbilanzen mit den RGW-Ländern. Beispielsweise ließen sich in der ČSSR Wartburg und Trabant immer schlechter verkaufen, was einen entsprechenden Rückgang der Škoda-Importe in die DDR zur Folge hatte. Zeitgemäße RGW-Fahrzeuge wie der Lada Samara, Škoda Favorit, Moskwitsch Aleko, Tawria, Oltcit oder FSO Polonez wurden schließlich kaum bis gar nicht mehr importiert, sodass der Automobilsektor der DDR schlussendlich sogar noch erheblich schlechter dastand als in anderen RGW-Staaten.

### Späte Abkehr vom Zweitaktmotor

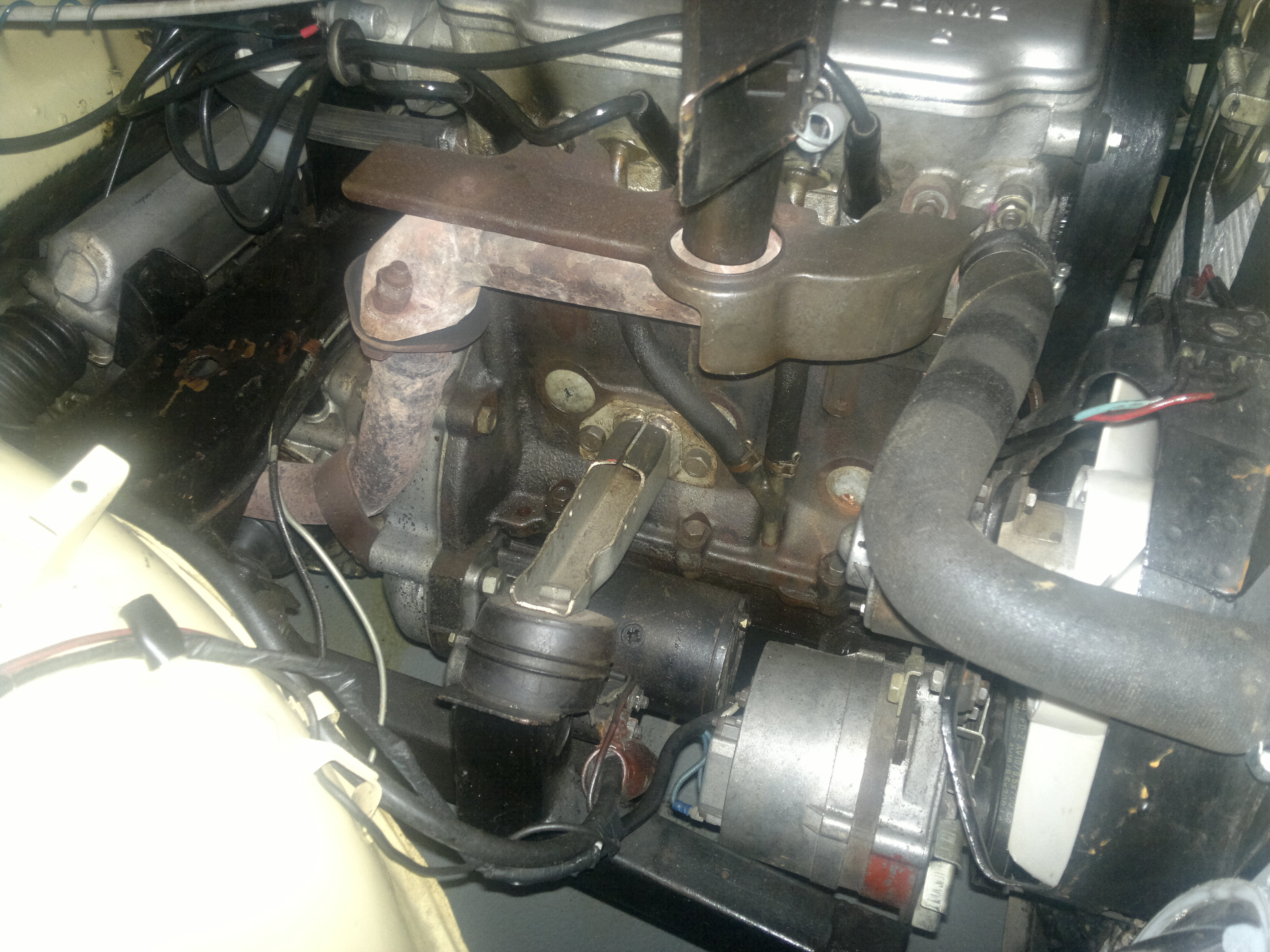
3-Zylinder-Viertaktmotor von 1984 im Wartburg 353

Nachdem Suzuki Ende der 1970er Jahre auf Viertaktmotor umgestellt hatte und auch in Polen die Produktion des Syrena 1983 beendet wurde, waren die in der DDR ansässigen Automobilbauer als weltweit letzte Hersteller von Pkw mit Zweitaktmotor verblieben. Hersteller wie Saab und DKW/Audi hatten sich schon Mitte der 1960er Jahre vom Zweitaktmotor getrennt. Zu den ungelösten Problemen zählten der unregelmäßige Leerlauf, die starke Abgasbelastung mit Kohlenwasserstoffen und die großen Spülverluste bzw. der hohe Kraftstoffverbrauch, der eine weitere Hubraumvergrößerung bzw. Leistungssteigerung unwirtschaftlich erscheinen ließ. Das Festhalten der DDR am Zweitakter wurde von der Fachpresse (KFT) unermüdlich kritisiert und hatte in absehbarer Weise auch für den Export verheerende Konsequenzen. Nachdem früher zahlreich nach Großbritannien exportierte Zweitakt-Wartburg dort ab 1974, und ab 1979 aufgrund geänderter ECE-Bestimmungen auch im Übrigen europäischen NSW nicht mehr verkauft werden durften und die damit erzielten Deviseneinnahmen der DDR wegbrachen, stellten sich sogar in RGW-Staaten wie Polen, ČSSR und Ungarn Absatzschwierigkeiten ein. Infolgedessen wurde dem AWE trotz des 1979 verhängten, allgemeinen Pkw-Entwicklungsstopps ausnahmsweise noch einmal die Entwicklung eines Viertaktmotors genehmigt. Das Team um Conrad von Freyberg entwickelte daraufhin einen 3-Zylinder-Viertaktmotor (s. Foto), der im Wartburg ohne Änderungen an der Karosserie erfolgreich erprobt wurde. Er hätte 1984 in Serie gehen können.
Parallel dazu schloss Günter Mittag auf der Hannover-Messe 1984 eigenmächtig und ohne Deckung durch DDR-Recht einen Vertrag zur Lizenzproduktion von Viertaktmotoren mit Volkswagen. Der aus dem VW Polo und Golf bekannte Viertaktmotor VW EA111 sollte zunächst für den Wartburg 1.3, später auch für den Trabant 1.1 und im Barkas B 1000-1 verwendet werden. Das war das Aus für den Dreizylinder-Viertakter und für die Variante „Einbau des Dacia-Motors“. Der Quermotor von VW erforderte eine aufwendige und teure Umkonstruktion des Vorderwagens und die Verbreiterung der Karosserie des Wartburg 1.3. Das Projekt wuchs sich zu einem gigantischen Posten aus, mit dem viele der früheren Vorhaben ohne Schwierigkeiten hätten finanziert werden können, die jedoch politisch immer wieder aufs neue gestoppt wurden.
So kam es, dass der ursprünglich erfahrungsreiche und vielfach führende Technologiestandort des Automobilbaus auf dem Gebiet der DDR abgenutzt wurde und schlussendlich beinahe implodierte, während andere sozialistische Länder mit weitaus ungünstigeren Voraussetzungen, wie zum Beispiel Rumänien, Polen, Jugoslawien und die Sowjetunion, in diesem Zeitraum eine relativ zeitgemäße Automobilproduktion zuwege brachten. In Ungarn liefen Ende der 1980er Jahre Verhandlungen mit Suzuki über die Errichtung eines kompletten PKW-Werkes zur Bedienung des europäischen Marktes. Insgesamt liefert der Pkw-Bau der DDR ein besonders krasses Beispiel politischer Fehlentscheidungen mit weitreichenden Konsequenzen der Misswirtschaft ab.

## Liste der verfügbaren Pkw
Referenzen

### DDR-Pkw
- BMW/EMW-Modelle 321, 327 und 340 (1949–1955)
- Sachsenring P 240 (1956–1959), geringe Stückzahl, nur Abverkauf von Behörden und Parteiinstitutionen
- IFA F 8 (1949–1955)
- IFA F 9 (1950–1955)
- AWZ P 70 (1955–1959)
- IFA P2M/P3 (1952–1966), kein Neuwagenverkauf an privat/zivil
- Trabant 500/600 (1958–1965)
- Wartburg 311/312/313 (1956–1965)
- Framo/Barkas-Kleintransporter, privater Neuerwerb nur gegen Sonderberechtigungsnachweis oder über Genex
- Duo (1961–1990), privater Neuerwerb nur gegen Sonderberechtigungsnachweis
- Trabant 601 (1964–1990)
- Wartburg 353 (1966–1989)
- Melkus RS 1000, Vermarktung ausschließlich durch den ADMV und nur für ausgewählte Personen erhältlich
- Wartburg 1.3 (1988–1990)
- Trabant 1.1 (1990), nur wenige Exemplare, da der Großteil der Produktion nach Polen und Ungarn exportiert wurde

### Pkw-Importe aus dem RGW-Gebiet
- Schiguli bzw. Lada (1972–1990), verschiedene Modelle, Rückgang des Importvolumens im Verlauf der 1980er Jahre
- Škoda (ca. 1955–1990), verschiedene Modelle, starker Rückgang des Importvolumens seit Anfang der 1980er Jahre
- Polski Fiat 125p (1969–1981)
- Saporoshez (1967–1979)
- Moskwitsch (1958–1979), wenige Aleko 1990
- Dacia 1300 (1973–1982), Dacia 1310 (1983–1990)
- Zastava 1100 (1978–ca. 1981)
- GAZ M-21 Wolga und später GAZ-24 Wolga; nur innerhalb des Sonderkontingent oder Abverkauf durch Betriebe
- Oberklasse-Pkw von SIS/SIL, GAZ und Tatra, darunter GAZ-13 Tschaika und Tatra 603. Verkauf an Privat erst nach Ausmusterung, Verwendung vorrangig als Funktionärslimousinen sowie bei der NVA und der DEFA
- Geländewagen: WAS-2121 Niwa, GAZ-69, UAZ-469, Geländewagen von ARO

### Pkw-Importe aus dem NSW
- Renault Dauphine, Sonderkontingent für die DDR, 1958
- Hillman Minx, Sonderkontingent für die DDR und Tschechoslowakei, 1962
- VW Golf, zeitweise (1978) ca. 10.000 Stück Golf I; Golf II
- Mazda 323, ca. 10.000 Stück, 1981–1982
- Peugeot 309 (1988), begrenzte Stückzahl, vor allem Sonderkontingent
- Citroën GSA, zeitweise, begrenzte Stückzahl, vor allem Sonderkontingent
- Citroën BX, zeitweise, begrenzte Stückzahl, vor allem Sonderkontingent
- Volvo 244 DLS, auf 1000 begrenzte Stückzahl, vor allem Sonderkontingent für Künstler, Wissenschaftler, Handwerker und Musiker
- Volvo 260, zeitweise, begrenzte Stückzahl, vor allem Sonderkontingent, Volvo 264 TE als Regierungsrepräsentationsfahrzeug
- Citroën CX, wenige Exemplare aus Abverkauf der ehemaligen Parteiinstitutionsfuhrparke, mehrere Fahrzeuge der Luxusversion CX Prestige im Regierungsfuhrpark
- Peugeot 604, wenige Exemplare aus Abverkauf der ehemaligen Regierungsrepräsentationsfahrzeuge
- Renault 8, kurzzeitig, begrenzte Stückzahl
- Simca Aronde, kurzzeitig, begrenzte Stückzahl

Zudem wurde mehrfach in kleiner Stückzahl Pkw aus dem NSW als Requisiten für das DDR-Fernsehen importiert, um Filmszenen, die in westlichen Ländern handelten oder bei denen westliche Ausländer eine Rolle spielten, authentisch wirken zu lassen.

### Gegen Valuta über GENEX – Jauerfood – erhältliche Pkw
- Volvo 760
- Volvo 264
- Volvo 345
- VW Transporter
- Fiat Ritmo
- Fiat 131 Mirafiori
- Fiat 132
- Fiat Uno
- Fiat Panda
- Ford Orion
- Mazda 323
- Renault 9
- Peugeot 309
- VW Golf
- VW Passat (ab Ende der 1980er Jahre)
- BMW 3er (ab 1988)
- Pkw aus Inland und RGW-Importen (Stand 1978): Trabant, Wartburg, B 1000, Dacia, Lada, Moskwitsch, Polski Fiat125p, Saporoshez, Skoda S100, Wolga GAS 24, Zastava. Preise zwischen 5.200 DM und 13.700 DM.[72]